# Luis Teichmann
Luis Teichmann, auch bekannt unter dem Pseudonym 5_sprechwunsch, (* 1996 in Köln) ist ein deutscher Rettungssanitäter, Autor und Webvideoproduzent, der primär medizinische Bildungsinhalte in teils komödiantisch ausgearbeiteter Weise auf den Plattformen YouTube und TikTok publiziert.

## Werdegang
Nach dem Abitur im Jahr 2014 absolvierte Teichmann ein Freiwilliges Soziales Jahr im Rettungsdienst und erlangte während dieser Zeit die Qualifikation zur Arbeit als Rettungssanitäter. 2016 begann er ein Studium im Rettungsingenieurwesen an der Technischen Hochschule Köln. Dieses schloss er 2022 als M. Sc. ab. 2023 wechselte er als Doktorand an die Rheinisch-Westfälische Technische Hochschule Aachen. Während seiner gesamten Studienzeit arbeitete er in Teilzeit als Rettungssanitäter bei der Johanniter-Unfall-Hilfe in Köln.

## Webvideoproduzent und Autor
Im Jahr 2020 begann Teichmann, Sketche, die die Arbeit im Rettungsdienst humorvoll darstellten, unter dem Pseudonym 5_sprechwunsch auf TikTok zu veröffentlichen. Der Name leitet sich von den Begrifflichkeiten im Funkverkehr der Leitstellen für Feuerwehr und Rettungsdienst her. In den Videos berichtet er über seine Erlebnisse als Rettungssanitäter. Es folgten Veröffentlichungen auf YouTube, Instagram und ein Podcast auf Spotify. Für seinen Kanal 5_sprechwunsch wurde Teichmann 2021 mit dem Goldenen Blogger in der Kategorie Bester Berufsbotschafter ausgezeichnet.
2022 veröffentlichte Teichmann sein erstes Buch Einsatz am Limit, das in der Woche nach seinem Erscheinen auf der „Spiegel Bestsellerliste für Paperback Sachbuch“ Platz 4 belegte. 2024 folgte sein zweites Buch Sind wir noch zu retten? In beiden Büchern berichtet er über seine Erlebnisse als Rettungssanitäter, den Einsatz in sozialen Brennpunkten, die psychischen Belastungen der Arbeit und thematisiert, eingebettet in anekdotische Geschichten aus dem Berufsalltag, strukturelle Probleme im Rettungsdienst und gesellschaftliche Missstände.
Aufgrund seiner Erfahrungen im Rettungsdienst, seiner Bekanntheit als Webvideoproduzent und anlässlich seiner Buchveröffentlichungen berichtete der WDR über ihn, und er war mehrfach Gast in Talkshows und bei deep und deutlich.
Teichmann arbeitet gelegentlich mit dem Notfallsanitäter und Webvideoproduzenten Robert Constantin zusammen.

## Veröffentlichungen
- Einsatz am Limit: Was im Rettungsdienst schiefläuft – und warum uns das alle angeht. Edition Michael Fischer/EMF Verlag, 2022, ISBN 978-3-745-91022-3.
- Sind wir noch zu retten?: Warum sich im Rettungsdienst zeigt, was in unserer Gesellschaft schiefläuft. Goldmann Verlag, 2024, ISBN 978-3-442-14314-6.